# Anges buccinateurs
Pour les articles homonymes, voir Ange.
Les anges buccinateurs sont des anges du christianisme annonciateurs, en soufflant à pleins poumons dans leur buccin, de l'apocalypse et du Jour du jugement dans le Nouveau Testament de la Bible.

## Historique
Les anges buccinateurs sont révélés dans l'Apocalypse de l'apôtre Jean au Ier siècle.

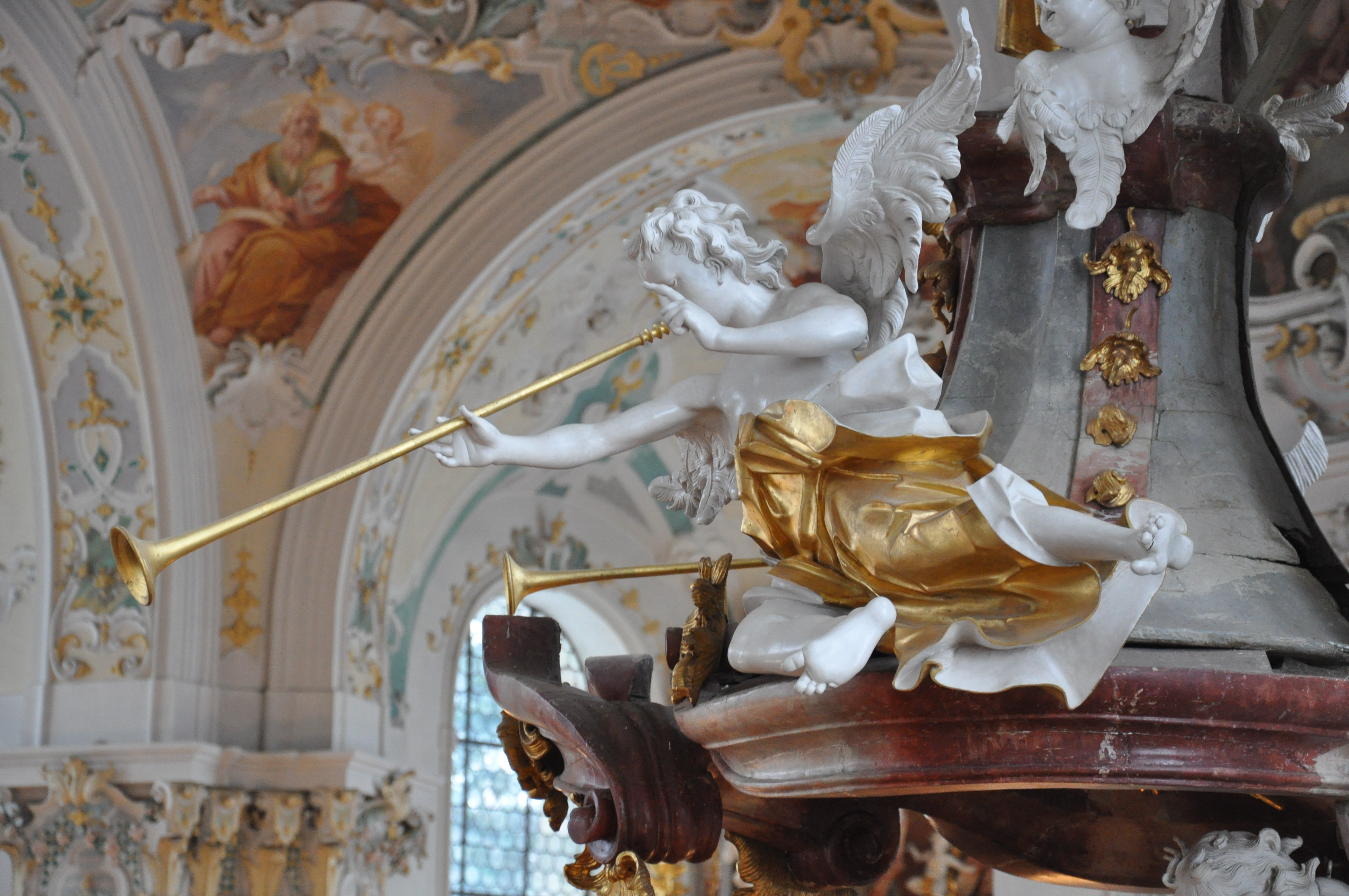
Église de Wolfegg en Allemagne
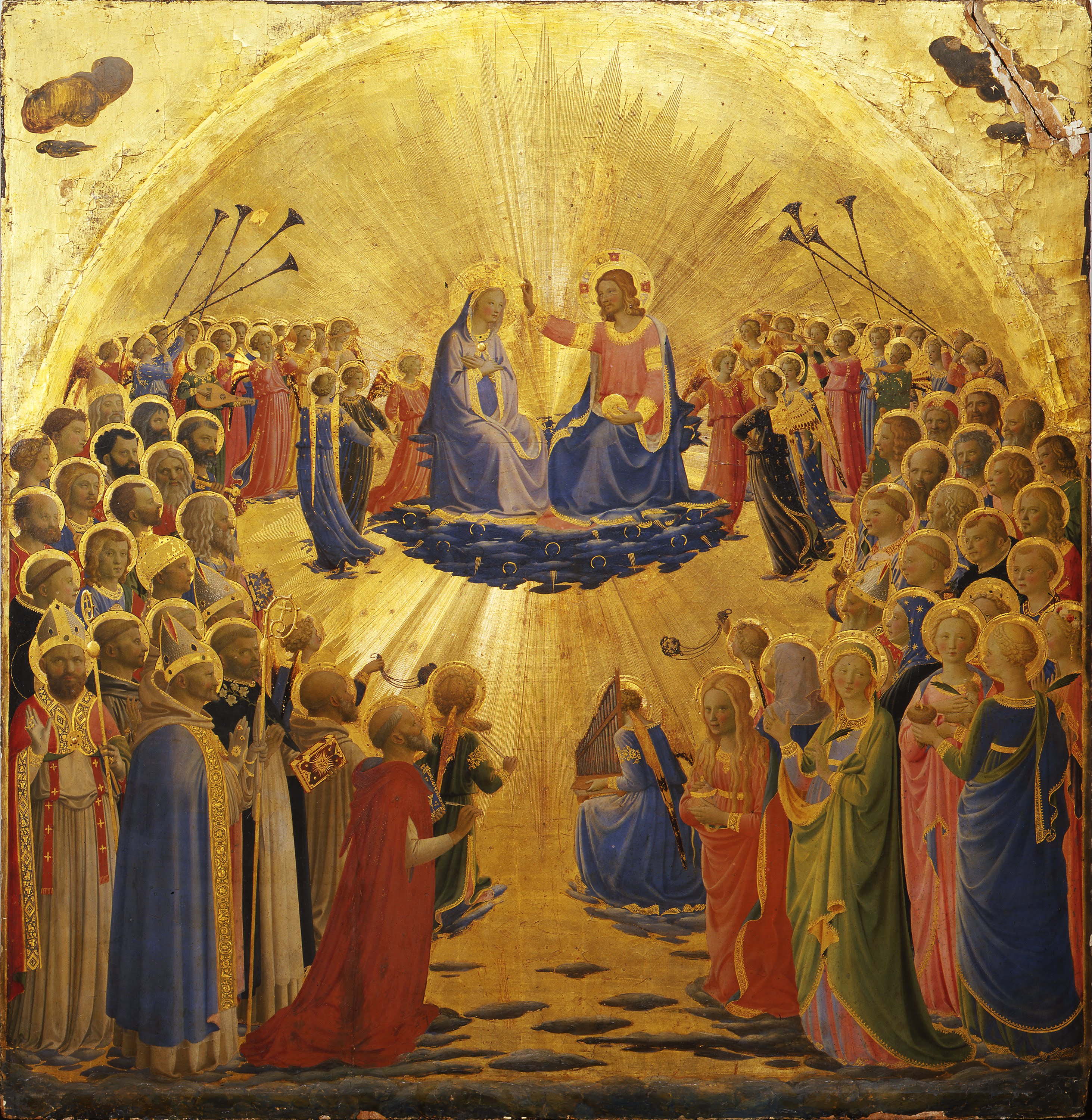
Couronnement de la Vierge, Fra Angelico, Galerie des Offices de Florence
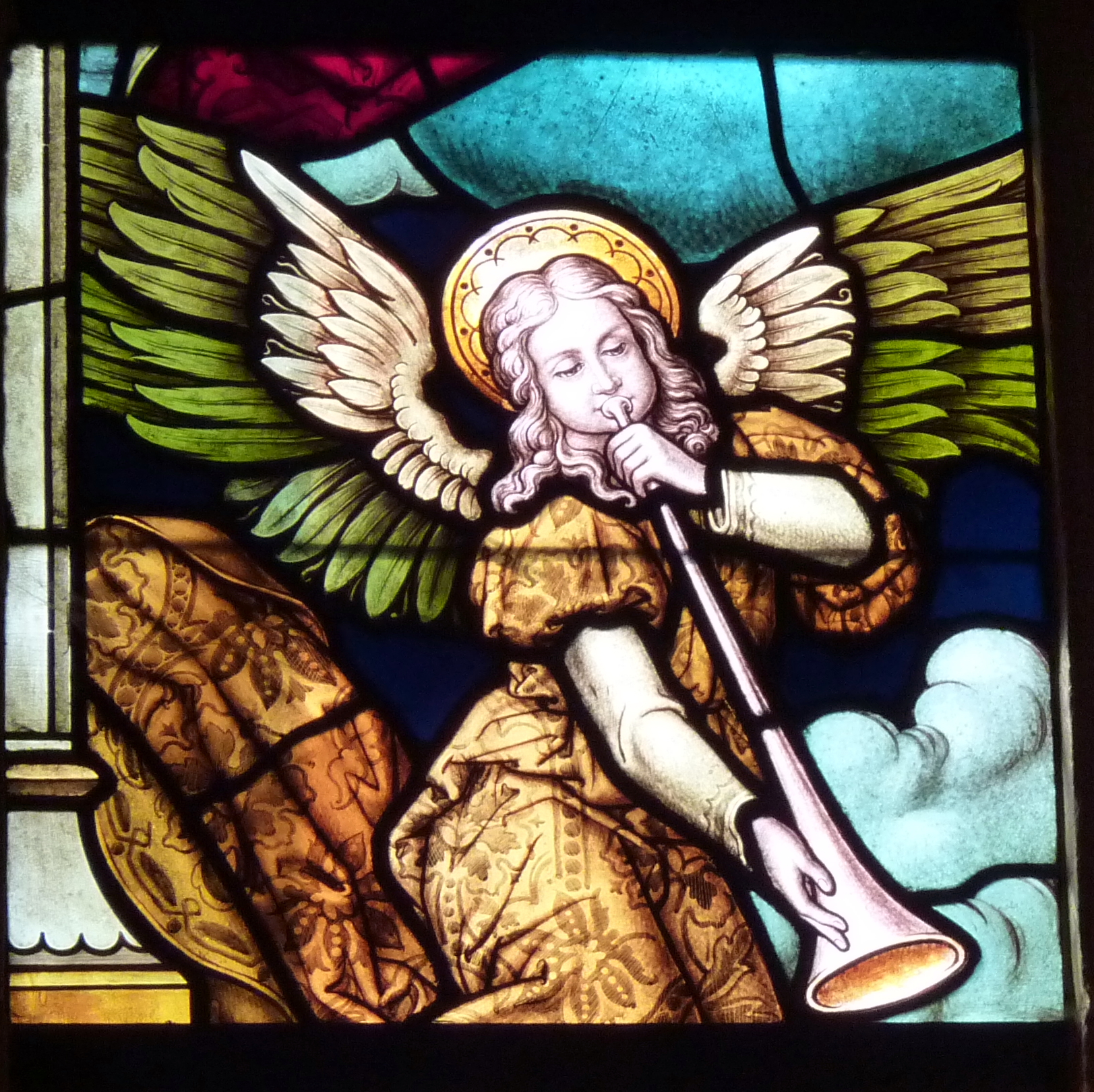
Église de Burgbrohl en Allemagne

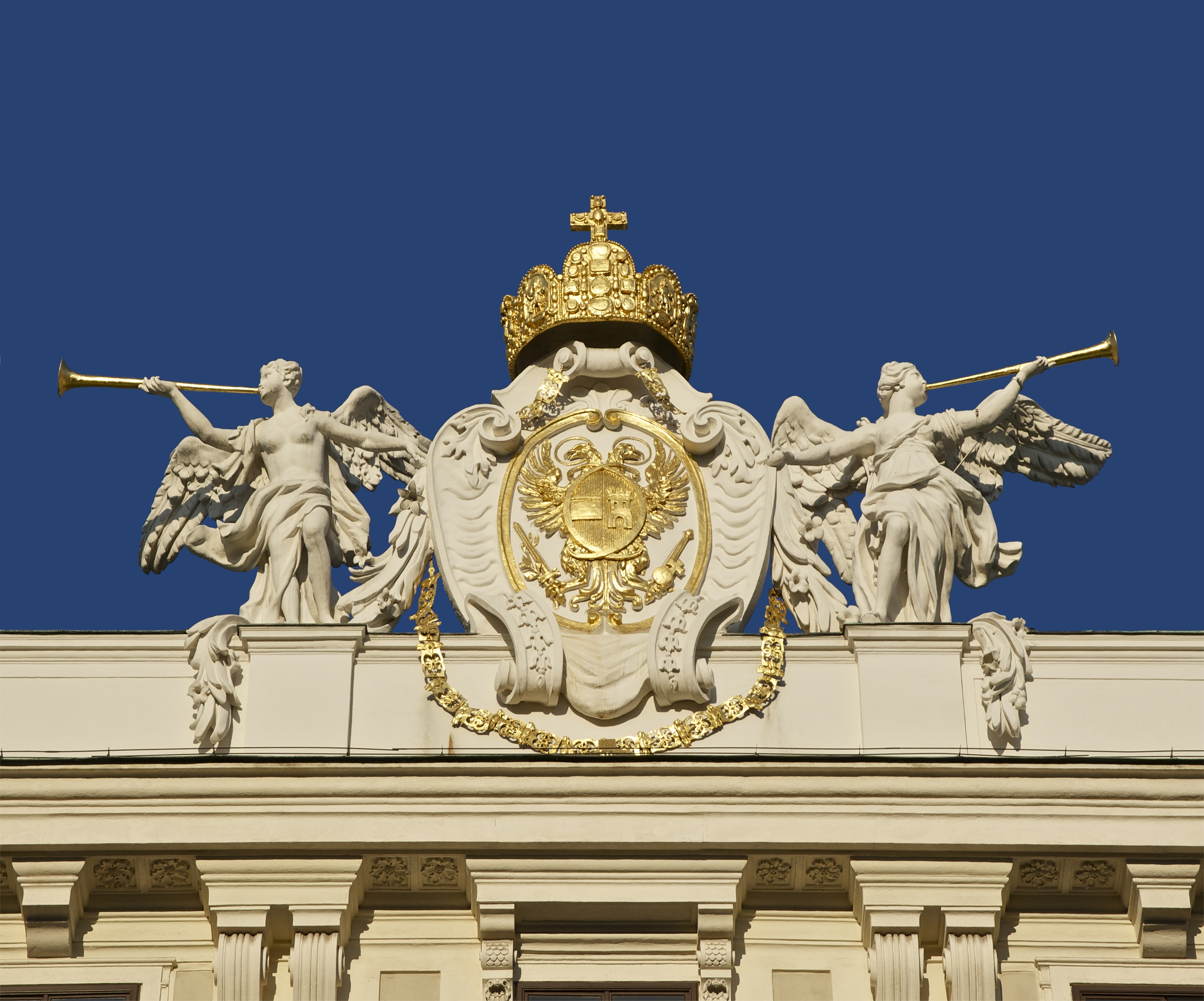
Palais Hofburg de Vienne en Autriche
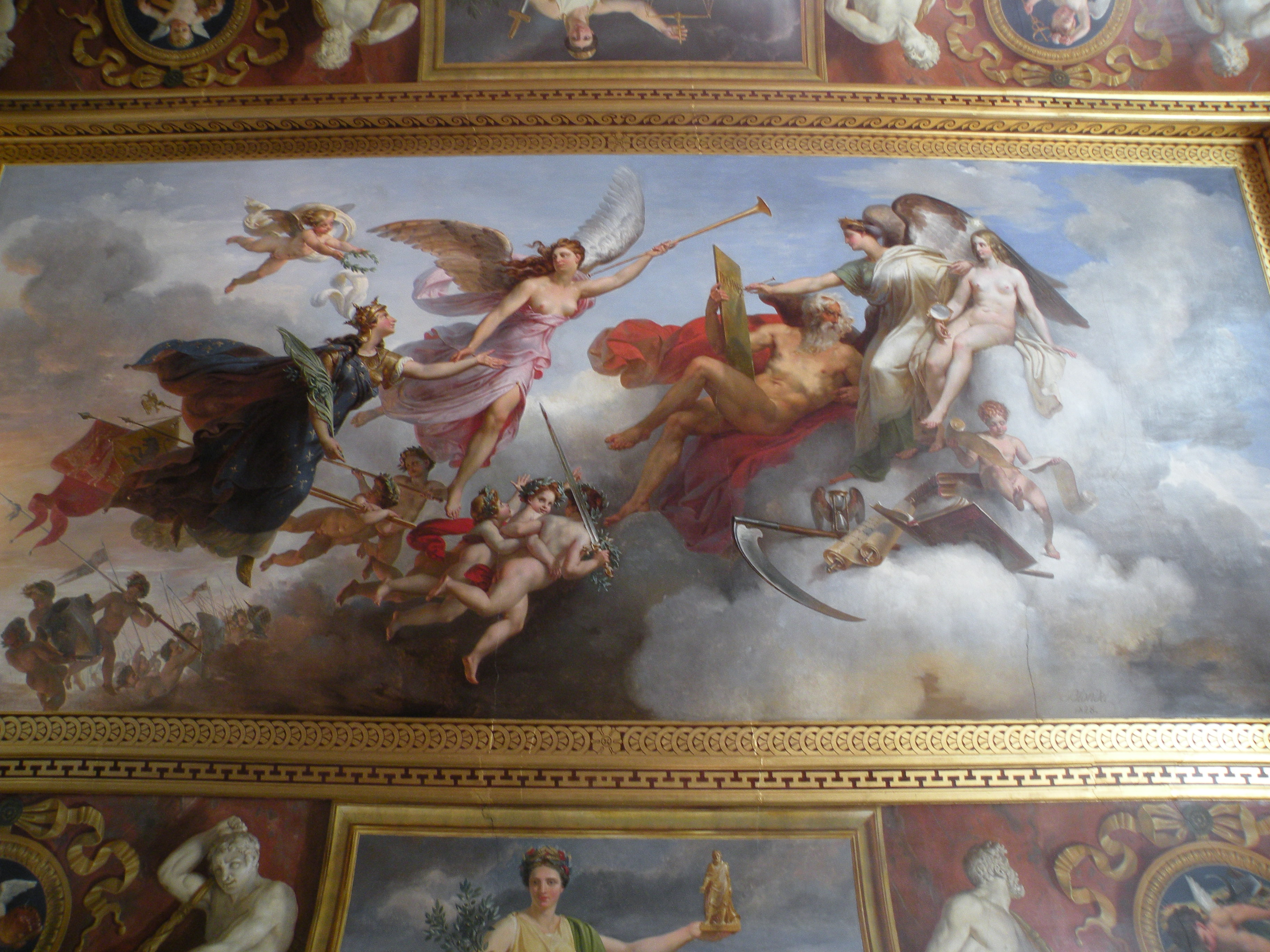
La France victorieuse à Bouvine, par Merry-Joseph Blondel, bataille de Bouvines, Musée du Louvre
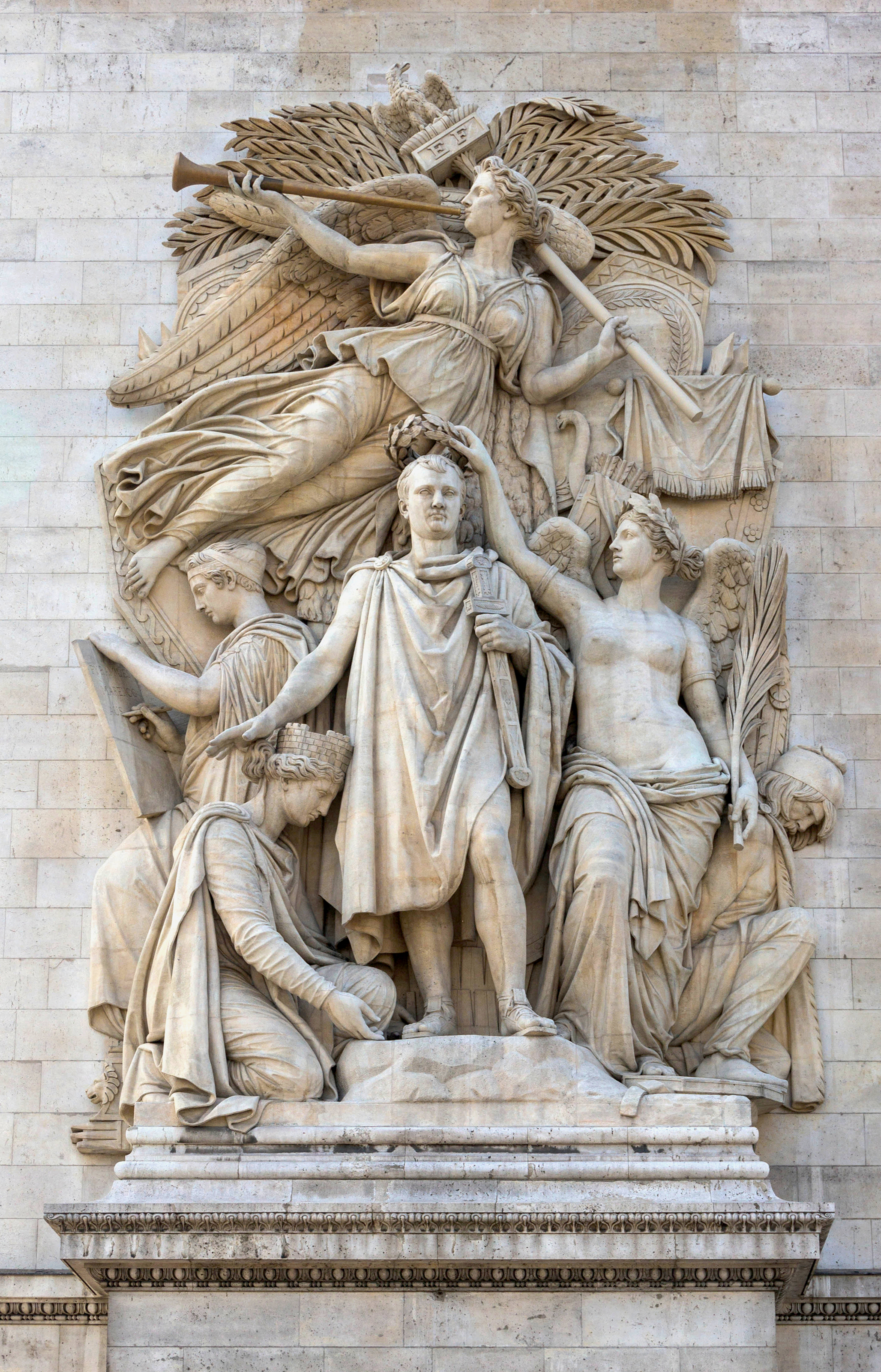
Arc de triomphe de l'Étoile, Jean-Pierre Cortot
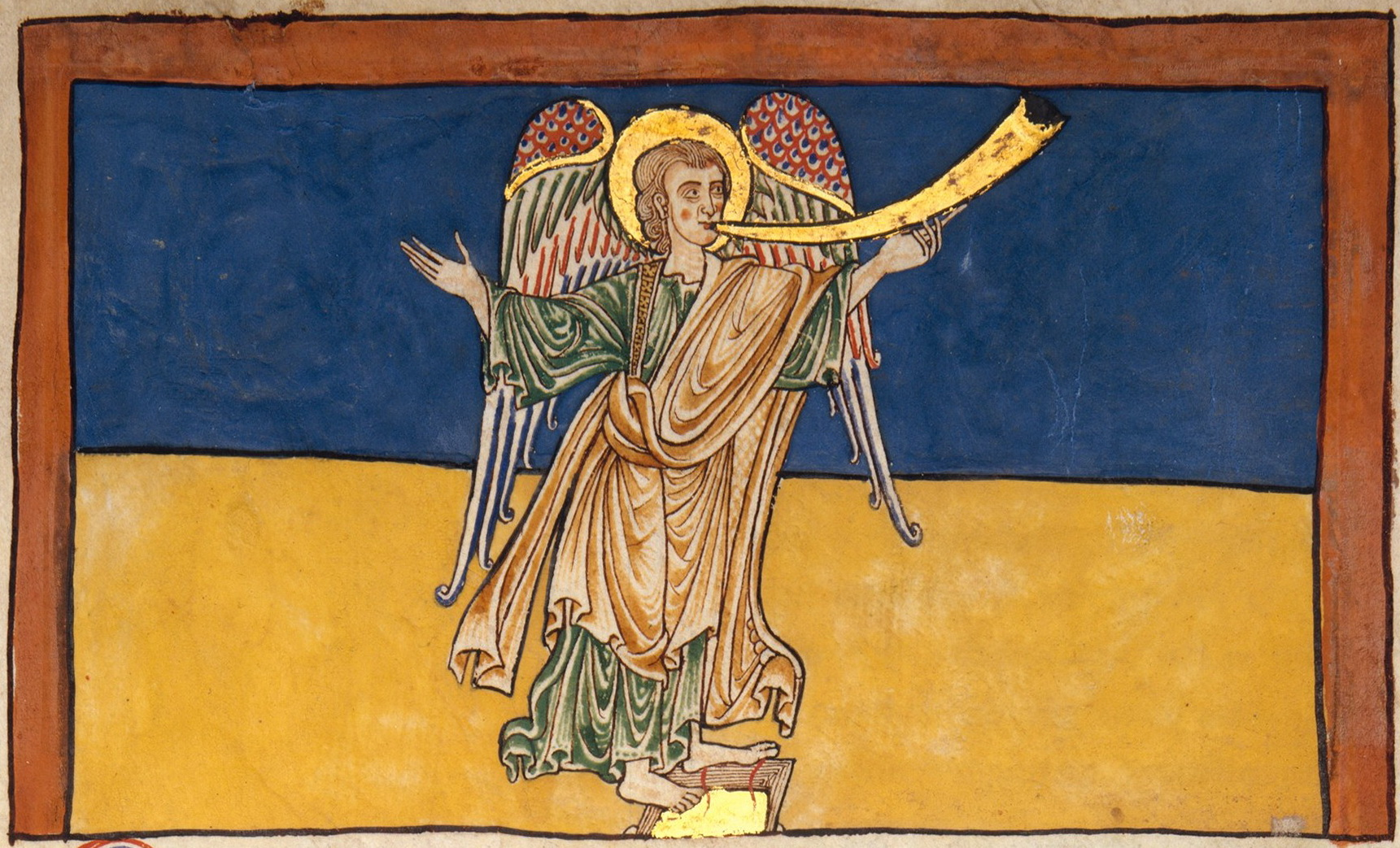
Metropolitan Museum of Art de New York

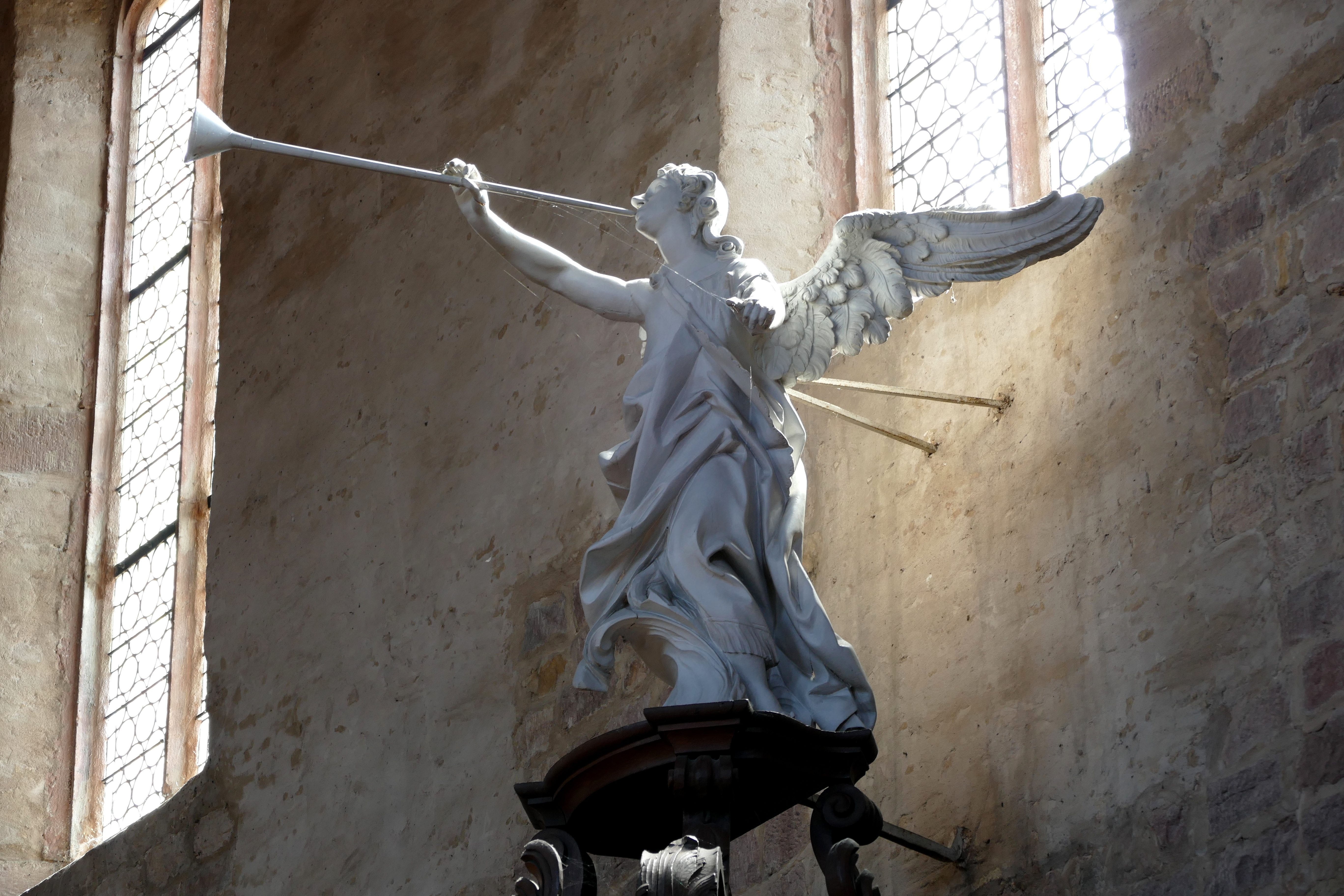
Église Sainte-Walburge de Walbourg, Alsace
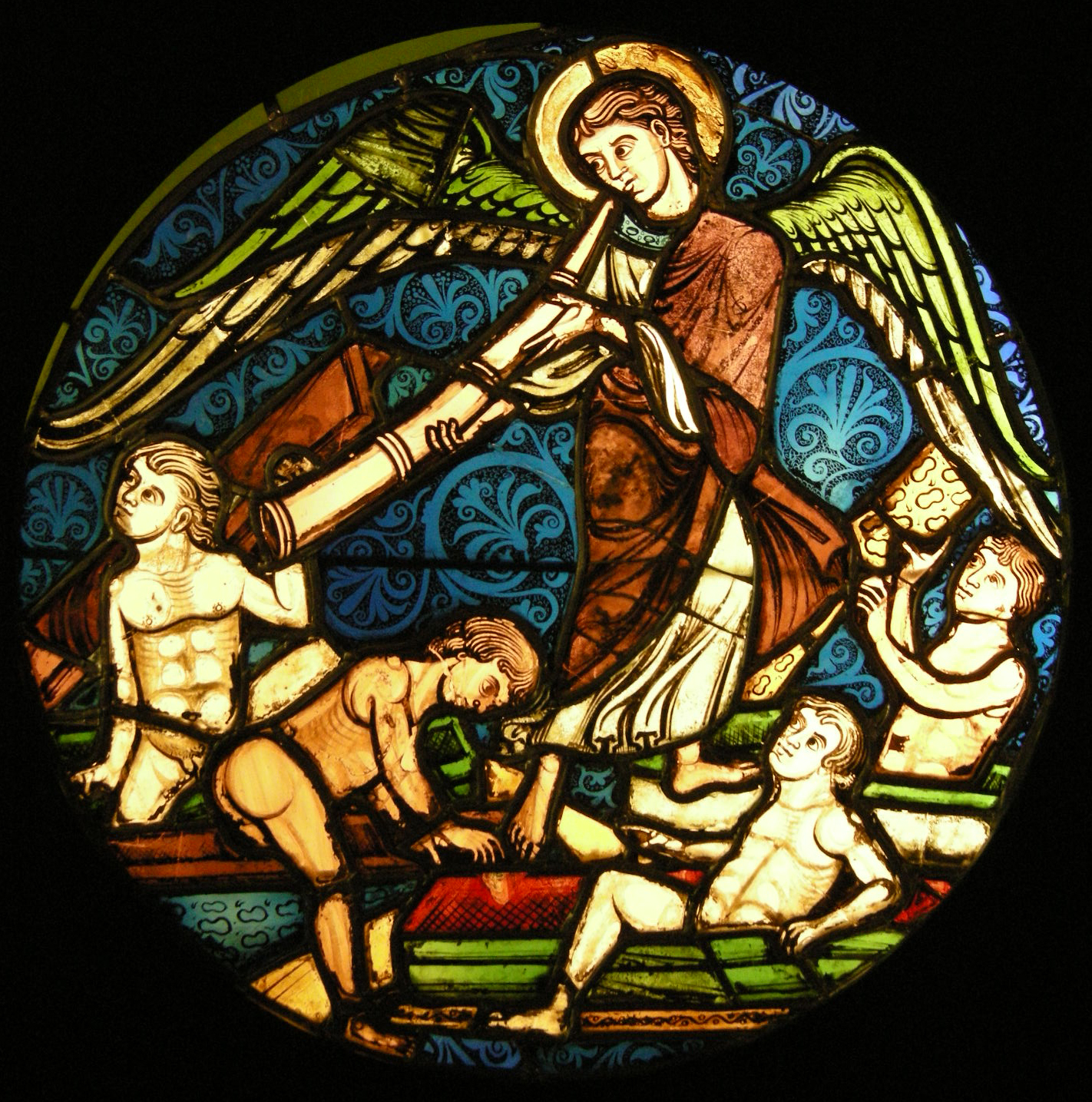
Musée de Cluny, de Paris
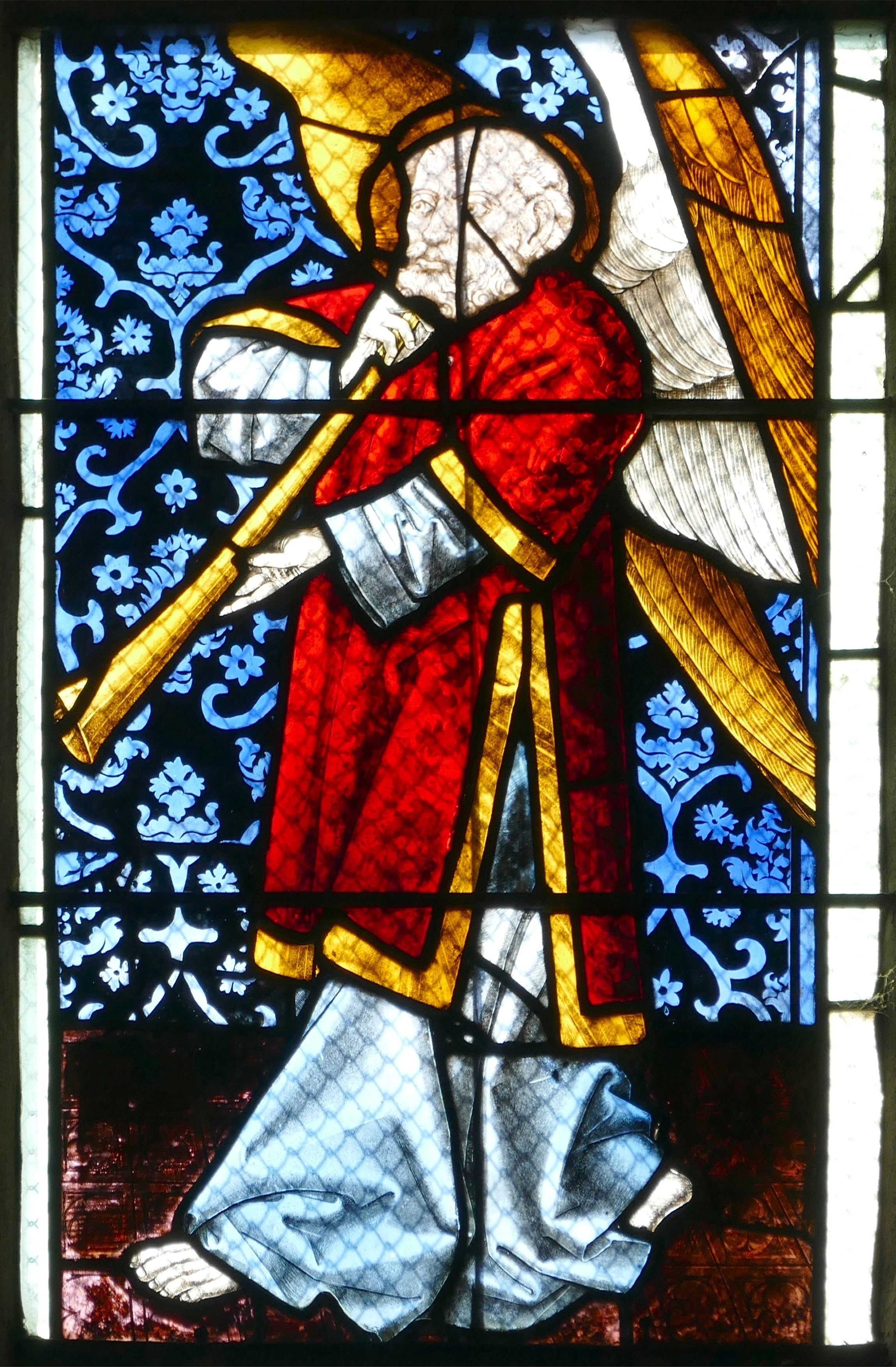
Église Sainte-Walburge de Walbourg, Alsace
La Chute des anges rebelles, par Pieter Brueghel l'Ancien, Musées royaux des beaux-arts de Belgique
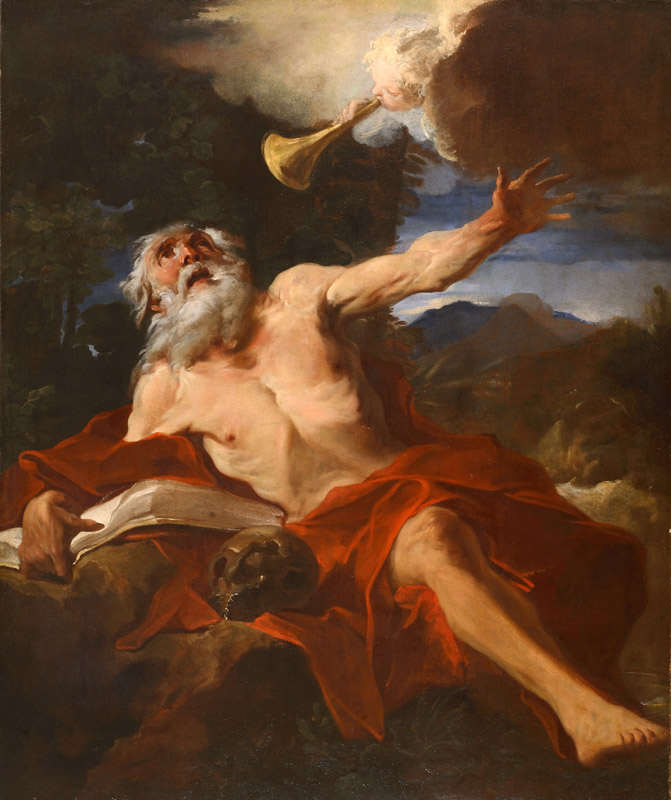
La Vision de Saint Jérome, Louis Cretey
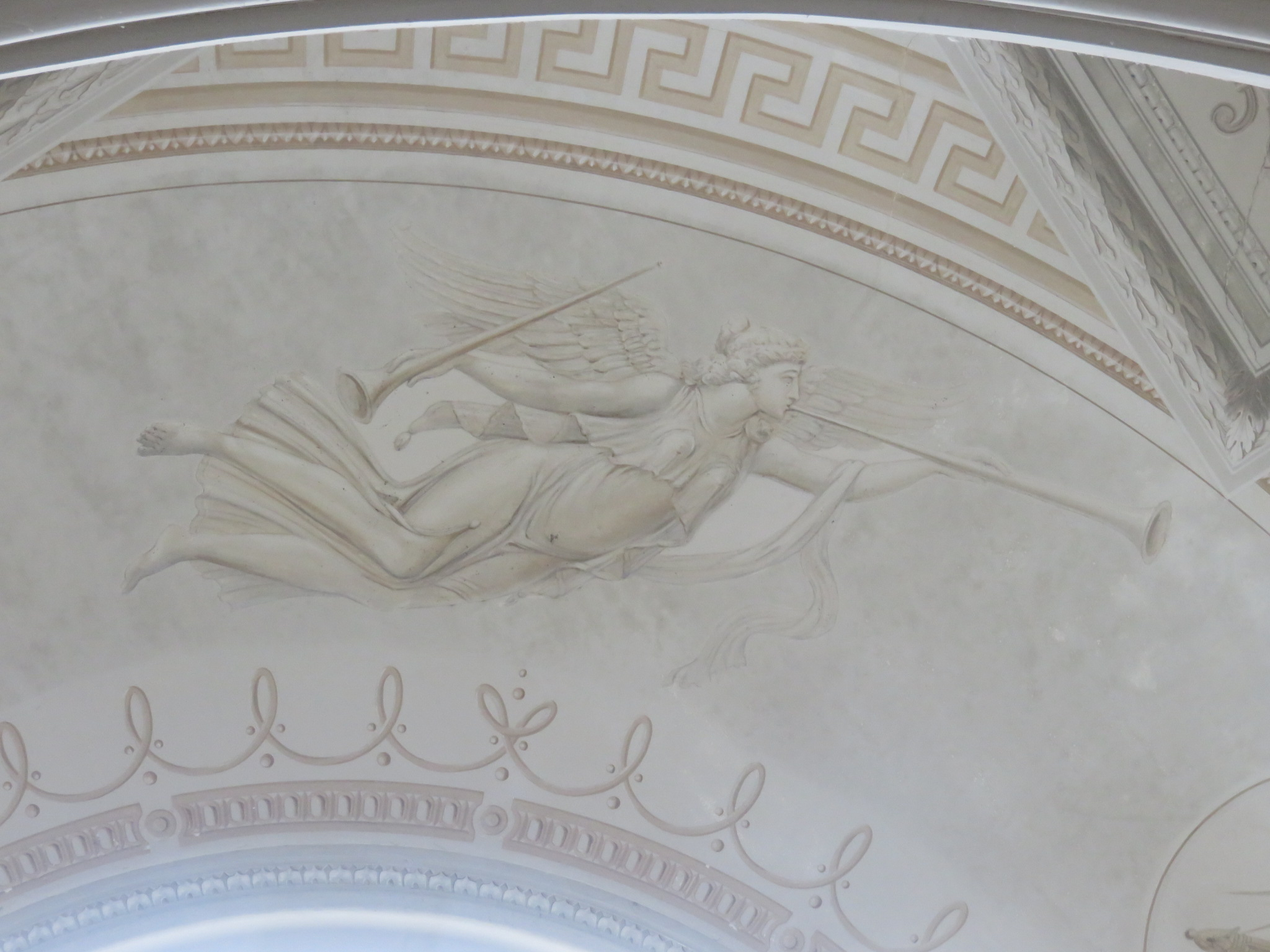
Coupole du château de Syam, Jura